# Tiszakerecseny
Tiszakerecseny là một thị trấn thuộc hạt Szabolcs-Szatmár-Bereg, Hungary. Thị trấn này có diện tích 23,87 km², dân số năm 2010 là 857 người, mật độ 36 người/km².